# Anna Rakel Pétursdóttir
Anna Rakel Pétursdóttir (24 agosto 1998) è una calciatrice islandese, difensore del Valur e della nazionale islandese.

## Palmarès

### Club
- Campionato islandese: 3

Þór/KA: 2017
Valur: 2021, 2022
- Supercoppa islandese: 1

Þór/KA: 2018